# Repubblica curda di Lachin
La Repubblica curda di Lachin (in curdo Komâra Laçîn Kurdî‎ ed in azero Laçın Kürd Respublikası) è stata autoproclamata il 20 maggio 1992 a Lachin, appena due giorni dopo che questa zona dell'Azerbaigian era stata conquistata dalle forze armene nel corso della prima guerra del Nagorno Karabakh. Essa interessava la località di Lachin e il territorio circostante nel quale era ricompreso il cosiddetto corridoio di Laçın.
Con la sua creazione, gli ideatori volevano riprendere l'esperienza del Kurdistan rosso che si era sviluppato negli Anni venti in quel territorio.
Il progetto tuttavia fallì rapidamente per diverse ragioni: in primo luogo la maggior parte della popolazione non armena aveva abbandonato la zona a seguito del conflitto; inoltre il corridoio di Lachin era di vitale importanza per la neonata repubblica del Nagorno Karabakh e la sua liberazione era stata possibile in seguito alla vittoriosa battaglia di Shusha.
Così alcuni giovani e intellettuali curdi (circa settanta persone in totale) che fondarono la Repubblica furono appositamente trasportati a Lachin dall'Armenia in autobus forniti dal governo municipale di Erevan. Al di là della dichiarazione formale della repubblica da parte di questo gruppo, non fu mai organizzato uno stato reale. Presidente di questa repubblica fu Wekîl Mustafayev.